# 嚴德發
嚴德發（1952年11月14日—），中華民國陸軍二級上將（退役），籍貫南京市，現任國軍退除役官兵輔導委員會主任委員。曾任國防部部長、總統府新南向政策專案小組召集人、國家安全會議秘書長、國安會的首席諮詢委員、參謀總長、陸軍司令、國防部軍備副部長、陸軍第八軍團指揮部指揮官、陸軍司令部參謀長、陸軍裝甲兵學校校長、陸軍49師師長等職。原為前中華民國總統馬英九在軍中的嫡系愛將，後在蔡英文擔任總統時再度受到重用，因而陸續接任國安會秘書長、國安會的首席諮委及國防部部長等要職。
2013年8月，嚴德發創下首次有非軍種司令升任國防部軍備副部長的紀錄。2014年1月，與陸軍司令李翔宙上將對調職位；是繼霍守業與胡鎮埔以來第三位裝甲兵科出身的陸軍司令。2015年1月，升任參謀本部參謀總長，任內曾因阿帕契打卡案遭記大過，成為國軍史上首位參謀總長被記過的紀錄。2016年11月，正式退伍。2017年1月，嚴德發出任國安會首席諮委，是首次由退役上將出任國安會諮委而非國安會秘書長的紀錄，同年5月升任國安會秘書長。2018年2月，轉任國防部部長，2020年任內曾因敦睦遠航群聚感染自請處分。2021年2月23日，再度回任國安會的諮委。

## 經歷

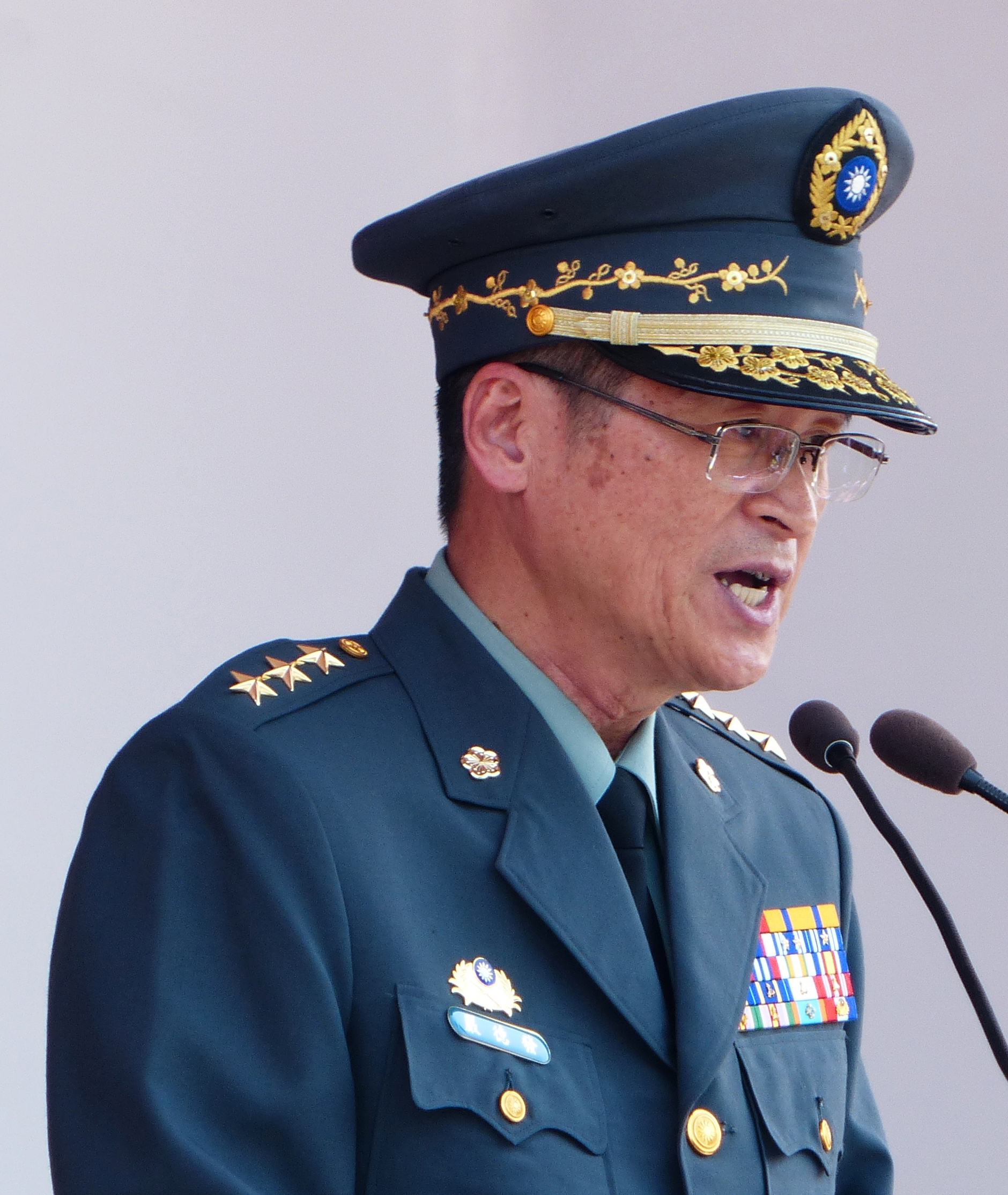
2014年陸軍官校營區開放活動開幕式，陸軍司令任內致辭

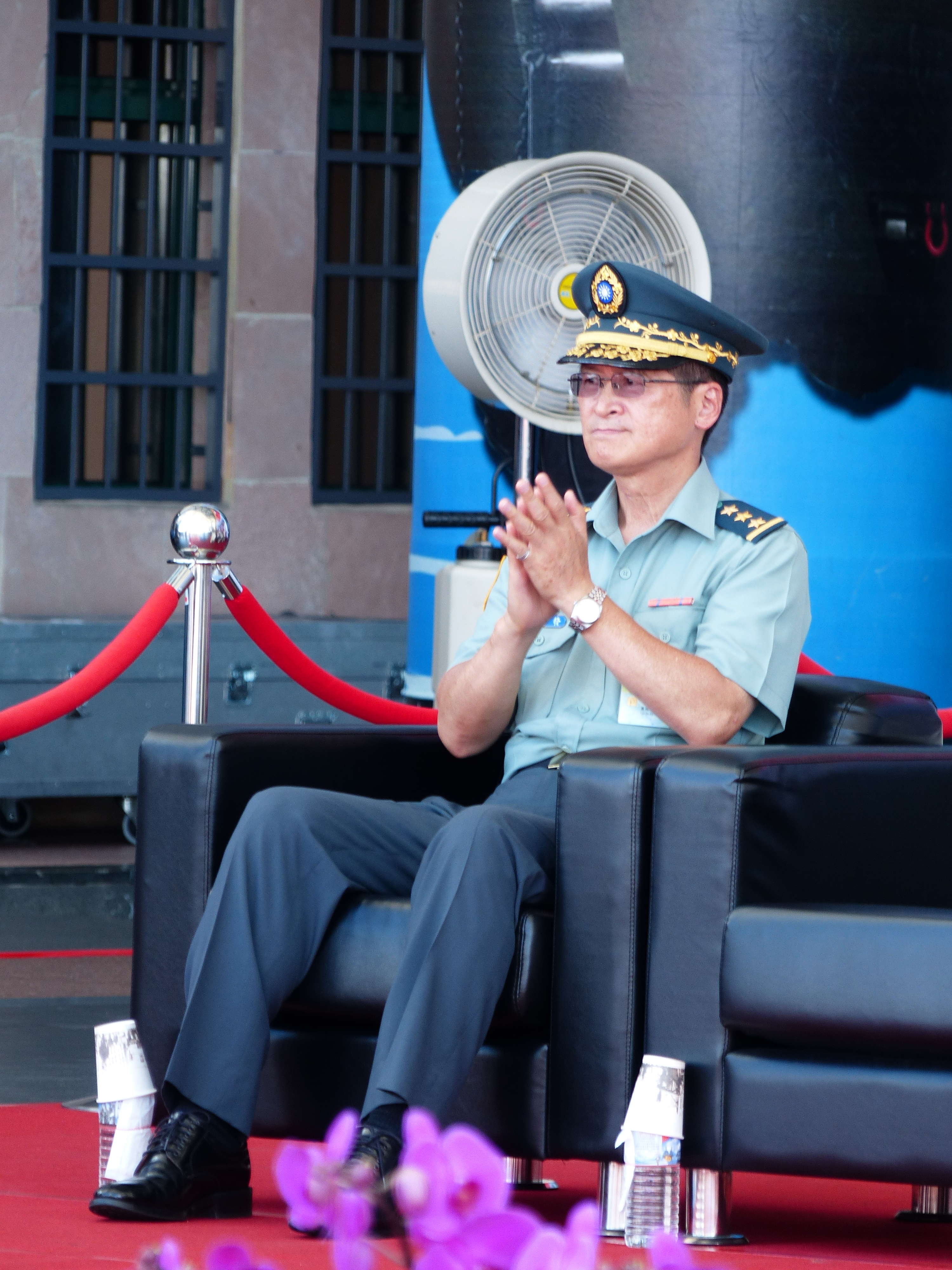
嚴德發二級上將，陸軍司令任內

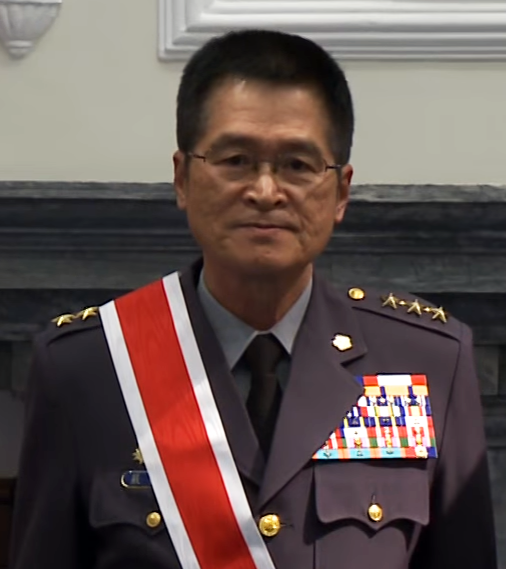
嚴德發二級上將，參謀總長任內（特種大綬雲麾勳章授勳典禮）

### 簡介
嚴德發曾任陸軍49師師長、陸軍裝訓部指揮官、陸軍參謀長、陸軍第八軍團指揮官，2009年八八水災後於南臺灣指揮救災。2011年1月1日遷陸軍司令部副司令。

### 晉升二級上將
因深受前中華民國總統馬英九高度賞識，2011年8月16日接任國防部參謀本部副參謀總長並晉升陸軍二級上將。

### 國防部副部長
2013年8月1日出任副參謀總長執行官，但在15日即調職，整整就職僅半個月，尚未當滿一個月即調職。遺缺隨即由空軍將領廖榮鑫接任。同年8月16日，嚴氏出任國防部軍備副部長，並打破以往規範，成為第一位未當過軍種司令就出任國防部軍備副部長者。

### 陸軍司令
2014年1月16日，嚴德發接任陸軍司令，原陸軍司令李翔宙則出任國防部軍備副部長。

### 參謀總長
2015年1月30日，中華民國國防部發布新聞稿，嚴德發出任參謀總長，任內因阿帕契打卡案爆發而自請處分，經總統馬英九記過一次，為歷任參謀總長中首位被記過者。2016年11月30日屆齡退役，參謀總長由陸軍司令邱國正上將接任。

### 國安會諮委
2017年1月16日，在退伍一個半月後，獲總統蔡英文指派出任國家安全會議首席諮詢委員，成為首次有退役上將出任國安會諮委而非國安會秘書長的紀錄。

### 國安會秘書長
2017年5月24日，升任國安會秘書長。

### 國防部部長
2018年2月26日，出任國防部部長。2020年4月，國軍敦睦艦隊發生群聚感染，嚴德發自請處份。

### 再任國安會諮委
2021年2月23日，從國防部部長回任國安會諮委。

### 退輔會主委
2024年4月25日，總統當選人賴清德宣布，嚴德發將出任國軍退除役官兵輔導委員會主任委員。

## 言論

### 對東崗慘案協尋家屬意見
2018年10月3日，前國際特赦組織臺灣分會理事長、時代力量立法委員林昶佐於立法院外交及國防委員會中，請求清查金門東崗慘案的罹難者資料，以便聯繫越南代表處協尋家屬致歉；但嚴德發部長以部隊依戒嚴時期處理步驟SOP規定執行、且已法辦為由，不表同意；國防部後續答覆：「年代久遠，已難得知亡者身份，故無法進一步處理」，成為中華民國政府自1987年解嚴後卅一年來對此案首次亦即唯一之正式發言紀錄。

### M503事件批評中共
針對M503航線，國安會秘書長嚴德發召集會議研商，並抨擊中共方片面改變海現狀，並對東亞區域的和平穩定造成嚴重衝擊，造成區域各方的不安。

## 荣誉

### 中华民国勋章奖章
- 一等云麾勋章（2016年11月30日于台北总统府颁授[18]）
- 一等景星勳章（2024年5月15日於總統府頒授）[19]

## 家庭
嚴德發接任參謀總長後，其妻朱台英仍在國防部軍備局工作。2015年4月因阿帕契打卡案遭媒體報導，為避免特權爭議，朱台英申請退休。

## 外部連結
1. ↑  【內閣改組】嚴德發將接國防部長 沈一鳴任副部長 （页面存档备份，存于），上報
2. ↑  首長簡介 - 秘書長 （页面存档备份，存于），國家安全會議
3. ↑  首長簡介 - 諮詢委員 （页面存档备份，存于） ，國家安全會議
4. ↑  程嘉文. . 聯合報. 2011-08-11  [2014-06-29] （中文（臺灣））.
5. ↑  總統主持嚴德發中將晉任陸軍二級上將授階及頒授楊天嘯上將三等寶鼎勳章授勳典禮 中華民國總統府新聞稿、2011年8月16日
6. ↑  呂昭隆. . 中國時報. 2013-08-10  [2014-06-29]. （原始内容存档于2014-02-24） （中文（臺灣））.
7. ↑  林弘展. . Nownews今日新聞網 (臺北: 今日傳媒). 2013-08-09  [2014-09-02]. （原始内容存档于2016-09-23） （中文）.
8. ↑  國防部發布新聞稿，陸軍司令李翔宙上將接任軍備副部長，現任軍備副部長嚴德發上將調任陸軍司令(103年1月10日) （页面存档备份，存于），2014-01-10，2014-01-15查閱。（繁體中文）
9. ↑  . 自由時報. 2016-10-25  [2017-02-02]. （原始内容存档于2020-11-08）.
10. ↑  .   [2015-04-12]. （原始内容存档于2020-11-21）.
11. ↑  . 自由時報. 2018-02-22  [2024-05-04]. （原始内容存档于2024-05-04）.
12. ↑  葉素萍、陳韻聿. . 中央社. 2020-04-22.
13. ↑  梁琬渝. . Yahoo!新聞. 2017-01-16  [2024-07-19]. （原始内容存档于2024-04-28）.
14. ↑  游凱翔. . 中央社. 2024-04-25  [2024-04-28]. （原始内容存档于2024-05-18）.
15. ↑  外交及國防委員會. . 台北: 立法院議事轉播IVOD網路多媒體隨選視訊系統. 2018-10-03  [2021-09-02]. （原始内容存档于2021-11-06）.
16. ↑  林昶佐委員、嚴德發部長.  (PDF). 台北: 立法院公報第107卷第81期. 2018-10-03  [2021-09-02]. （原始内容存档 (PDF)于2021-12-24）.
17. ↑  .   [2018-02-04]. （原始内容存档于2019-05-09）.
18. ↑  . 中华民国总统府. 2016-11-30  [2021-09-11]. （原始内容存档于2022-03-12）.
19. ↑  . 中華民總統府. 2024-05-15  [2024-05-15]. （原始内容存档于2024-05-15）.

| 军职             | 军职                                                     | 军职          |
| ---------------- | -------------------------------------------------------- | ------------- |
| 中華民國國防部   |                                                          |               |
| 前任： 李翔宙    | 陸軍司令 第五任 2014年1月16日－2015年1月31日             | 繼任： 邱國正 |
| 前任： 高廣圻    | 參謀總長 第二十四任 2015年1月31日－2016年11月30日        | 繼任： 邱國正 |
| 中華民國政府職務 |                                                          |               |
| 中華民國總統府   |                                                          |               |
| 前任： 吳釗燮    | 國家安全會議秘書長 第十六任 2017年5月18日－2018年2月26日 | 繼任： 李大維 |
| 行政院           |                                                          |               |
| 前任： 馮世寬    | 國防部部長 第三十三任 2018年2月26日－2021年2月22日       | 繼任： 邱國正 |
| 前任： 馮世寬    | 國軍退除役官兵輔導委員會主任委員 第五任 2024年5月20日－  | 現任          |